# Ратайська волость
Ратайська волость — адміністративно-територіальна одиниця Берестейського повіту Гродненської губернії Російської імперії. Волосний центр — село Ратайчиці.
На 1885 р. у волості налічувалось 22 села (об'єднаних у 17 громад), 431 двір, 2 841 чоловіків і 2 765 жінок, 12 254 десятини землі (8 075 десятин орної).
За Берестейським миром, підписаним 9 лютого 1918 року територія волості ввійшла до складу Української Народної Республіки.

## У складі Польщі
Після окупації в лютому 1919 р. поляками Полісся волость назвали ґміна Ратайчице, входила до Берестейського повіту Поліського воєводства Польської республіки. Центром ґміни було село Ратайчиці.
За переписом 1921 року в 33 поселеннях ґміни налічувалось 459 будинків і 2856 мешканців (126 римокатоликів, 2697 православних, 2 протестанти, 5 баптистів і 26 юдеїв).
Розпорядженням Міністра внутрішніх справ Польщі 23 березня 1928 р. до ґміни приєднано частину ліквідованої ґміни Войска.
1 квітня 1932 р. села Русили і Гершони та село, колонія і військове селище Лісовчиці вилучені з ґміни і приєднані до ґміни Вєжховіце.
Волость (ґміна) ліквідована 15 січня 1940 року через утворення Кам'янецького району.